# Parlamentswahl in Norwegen 1953
- NKP: 3
- DnA: 77
- B: 14
- KrF: 14
- V: 15
- H: 27

Die Parlamentswahl in Norwegen 1953 fand am 12. Oktober 1953 statt. Es war die Wahl zum 46. Storting.
Zuvor war das Wahlrecht modifiziert worden mit dem Ziel, die Stimmenanteile der Parteien genauer auf die Sitzverteilung abzubilden. 1945 und 1949 war insbesondere die Arbeiterpartei begünstigt worden. 1953 musste die Arbeiterpartei deshalb trotz Stimmenzuwächsen Mandate abgeben. Die Überrepräsentation wurde jedoch nicht vollständig beseitigt, so dass ihre absolute Mehrheit im Parlament bestehen blieb. Profitieren konnte hingegen die Kommunistische Partei (NKP), die trotz leichter Stimmenverluste nach vier Jahren Abstinenz ins Parlament zurückkehrte.
Nach den alten Zuteilungsregeln hätte die Arbeiterpartei 92 von 150 Mandaten erreicht.
Die Zahl der Parlamentsfraktionen erhöhte sich von fünf auf sechs.

## Wahlergebnis
| Partei            | Partei                           | Stimmen   | Stimmen | Stimmen | Sitze  | Sitze |
| Partei            | Partei                           | Anzahl    | %       | +/−     | Anzahl | +/−   |
| ----------------- | -------------------------------- | --------- | ------- | ------- | ------ | ----- |
|                   | Arbeiderpartiet (DnA)            | 830.448   | 46,7    | +1,0    | 77     | −8    |
|                   | Høyre (H)                        | 334.032   | 18,6    | +0,3    | 27     | +4    |
|                   | Kristelig Folkeparti (KrF)       | 186.627   | 10,5    | +2,0    | 14     | +5    |
|                   | Venstre (V)                      | 177.662   | 10,0    | −3,1    | 15     | −6    |
|                   | Bondepartiet (B)                 | 160.618   | 9,1     | +1,2    | 14     | +2    |
|                   | Norges Kommunistiske Parti (NKP) | 90.422    | 5,1     | −0,7    | 3      | +3    |
|                   | Sonstige                         | 22        | 0,0     | —       | —      | —     |
| Gesamt            | Gesamt                           | 1.779.831 | 100,0   |         | 150    |       |
| Gültige Stimmen   | Gültige Stimmen                  | 1.779.831 | 99,4    |         |        |       |
| Ungültige Stimmen | Ungültige Stimmen                | 10.025    | 0,6     |         |        |       |
| Wahlbeteiligung   | Wahlbeteiligung                  | 1.789.856 | 79,3    |         |        |       |
| Wahlberechtigte   | Wahlberechtigte                  | 2.259.915 | 100,0   |         |        |       |
| Quelle:           |                                  |           |         |         |        |       |